# 石潭站
石潭站是广州地铁8号线的车站，位于中国广东省广州市白云区石槎路与棠槎路高架桥交汇点的地底，于2020年11月26日随8號線北延段开通而启用。

## 車站結構

### 車站樓層
本站共有2層，地面為车站各出入口，周边为石槎路、棠潭路、棠槎路高架桥、国铁广州白云站（西广场）、粤胜广场以及其它建筑，地下一層為站廳，地下二層為8號綫月台。
與8號線北延段各站一樣，本站使用了玻璃幕板裝修車站。車站配色為祖母绿。
| 地下一层 | 換乘通道                   | 前往国铁广州白云站 售票機、安检设施      |  |  |
|          | 站厅                       | 售票機、客服中心、商店、警务室、安检设施 |  |  |
| 地下二层 | 1 站台                     | █8号线 滘心方向（下站：小坪）            |  |  |
|          | 岛式站台（卫生间、母婴室） |                                          |  |  |
|          | 2 站台                     | █8号线 万胜围方向（下站：聚龙）          |  |  |

### 站厅
石潭站站厅設有售票機及智能客務中心。亦设有自动售卖机等设施。
为方便行人进出，石潭站站厅东侧被划分为收费区，收费区内的多组扶手电梯、楼梯和一台专用电梯可供乘客前往月台层。
另外，在通往广州白云站的換乘通道接近8号线车站部分处设有多组售票机，而通往车站站厅付费区的接口则设有多组闸机供乘客进出，进站安检设施则设于通道临近广州白云站的一侧。

### 月台
本站設有一個島式月台，位於石槎路地底。
此外，本站的卫生间和母婴室设于站台往滘心方向的尽头。

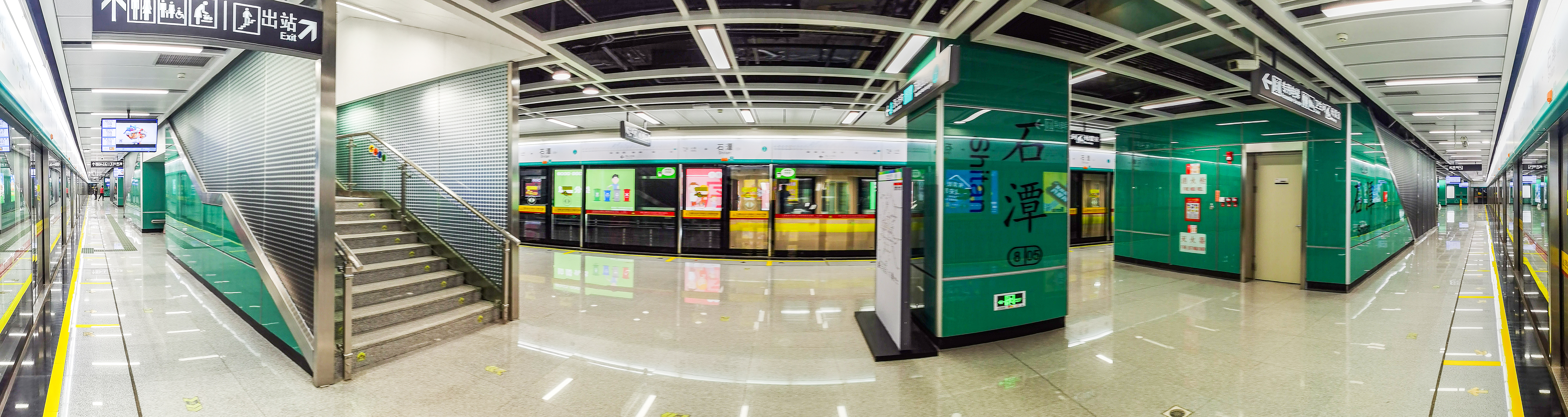
2号站台全景图

### 出入口
石潭站目前设有4个出入口供乘客进出。其中B-D口随车站同步开通，A口于2022年8月20日启用。
另外，本站站廳付费区中部以及非付费区B口通道处均设有供乘客经由地铁22号线站体的換乘通道来往國鐵广州白云站，通道内设置了6对共12台自动人行道。通道已于2023年12月26日随国铁站开通而启用。
|                                                         |                                                       |      |            |                                            |
| 編號                                                    | 设施                                                  | 照片 | 出口指示   | 建議前往的目的地                           |
| A                                                       | 扶手电梯标志                                          |      | 石槎路     | 棠潭路、地铁石潭站公交车站                 |
| B                                                       | 盲道标志 · 升降机标志 · 无障碍通道标志 · 扶手电梯标志 |      | 石槎路     | 广州白云站西广场站（北行）                 |
| C                                                       | 扶手电梯标志                                          |      | 石槎路     | 好运来家居广场、广州白云站西广场站（南行） |
| D                                                       | 盲道标志 · 扶手电梯标志                               |      | 石槎路     | 潭村水牛路                                 |
| 换乘通道                                                | 同层                                                  |      | 广州白云站 |                                            |
| 註： 設有 \| 設有 \| 設有 \| 設於同一層 \| 設有扶手電梯 |                                                       |      |            |                                            |

## 接驳交通
石潭站附近的石槎路设有广州白云站西广场、地铁石潭站公交车站。
| 公交线路 \| 编号 \| 编号 \| 线路 \| 线路 \| 线路 \| 收费 \| 备注 \| \| ---- \| ---- \| ------------------ \| ---- \| ------------------ \| ---- \| ------------------------ \| \| \| 7 \| 石槎路（金碧新城） \| ⇆ \| 大沙头 \| 2元 \| \| \| \| 63 \| 锦城花园（东风东） \| ⇆ \| 石槎路（金碧新城） \| 3元 \| \| \| \| 259 \| 罗冲围（松南路） \| ⇆ \| 嘉禾长湴 \| 3元 \| \| \| \| 527 \| 广州白云站 \| ⇆ \| 石溪 \| 2元 \| \| \| \| 539 \| 永泰集贤路 \| ⇆ \| 同德围（金德苑） \| 2元 \| \| \| \| 夜77 \| 广州白云站公交总站 \| ⇆ \| 广州火车东站 \| 3元 \| 810路附属线路 20–30分/班 \| \| \| 夜80 \| 地铁西村站 \| ⇆ \| 石马公交场 \| 3元 \| 21路附属线路 \| |      |                    |      |                    |      |                          |
| 编号 | 编号 | 线路               | 线路 | 线路               | 收费 | 备注                     |
| | 7    | 石槎路（金碧新城） | ⇆    | 大沙头             | 2元  |                          |
| | 63   | 锦城花园（东风东） | ⇆    | 石槎路（金碧新城） | 3元  |                          |
| | 259  | 罗冲围（松南路）   | ⇆    | 嘉禾长湴           | 3元  |                          |
| | 527  | 广州白云站         | ⇆    | 石溪               | 2元  |                          |
| | 539  | 永泰集贤路         | ⇆    | 同德围（金德苑）   | 2元  |                          |
| | 夜77 | 广州白云站公交总站 | ⇆    | 广州火车东站       | 3元  | 810路附属线路 20–30分/班 |
| | 夜80 | 地铁西村站         | ⇆    | 石马公交场         | 3元  | 21路附属线路             |

## 利用状况
石潭站周边主要为住宅和工业区，平日客流量约一万人次。广州白云站开通后，本站成为12号线开通前唯一接驳的地铁车站，因此吸引了大量乘客利用本站来往白云站。开通半月内本站客流量便猛增至约四万人次，当中92%的乘客是由白云站换乘通道进站。

## 历史
1997年《廣州市城市快速軌道交通線網規劃研究（最終報告）》中，當時的4號線在本站以北設平沙村站。2003年規劃方案中該線大部分路段成為現時8號線的一部分，該站亦被拆分為兩站，本站往南移動到現時位置，並命名為平沙站。2016年12月2日，廣州市民政局公示8號線北延段初定名，本站定名為石潭站。
车站于2020年3月成功送电，同年7月31日移交三权至运营方。
2020年11月26日，本站随8号线北延段开通运营而启用。
2019冠状病毒病疫情期间，本站曾多次受防控措施影响而需要调整服务。2021年12月4日11时45分至12月5日，本站曾短暂暂停服务；2022年4月疫情期间，本站于4月9日至4月23日10时暂停运营；2022年末疫情期间，本站于11月21日至27日暂停运营。
2025年7月起，本站视白云站旅客到达情况，每日提前10-15分钟开站。